# 拜恩斯德希
拜恩斯德希（Bhainsdehi），是印度中央邦Betul县的一个城镇。总人口15756（2001年）。

## 人口
该地2001年总人口15756人，其中男性8082人，女性7674人；0—6岁人口2196人，其中男1144人，女1052人；识字率69.95%，其中男性为76.76%，女性为62.77%。